# At the Edge of Light
At the Edge of Light è il venticinquesimo album in studio del cantante e chitarrista inglese Steve Hackett, pubblicato nel 2019.

## Tracce
1. Fallen Walls and Pedestals – 2:17 (Steve Hackett, Roger King)
2. Beasts in Our Time – 6:20 (S. Hackett, Jo Hackett, King)
3. Under the Eye of the Sun – 7:06 (S. Hackett, J. Hackett)
4. Underground Railroad – 6:22 (S. Hackett, J. Hackett, King)
5. Those Golden Wings – 11:09 (S. Hackett, J. Hackett, King)
6. Shadow and Flame – 4:22 (S. Hackett, J. Hackett)
7. Hungry Years – 4:34 (S. Hackett)
8. Descent – 4:20 (S. Hackett)
9. Conflict – 2:36 (S. Hackett, King)
10. Peace – 5:03 (S. Hackett, J. Hackett)